# Austromerope poultoni
Espèce
Austromerope poultoni est une espèce de la famille des Meropeidae.

## Systématique
L'espèce Austromerope poultoni a été décrite en 1933 par l'entomologiste britannique Frederick James Killington (d) (1894-1957).

## Publication originale
- (en) F. J. Killington, « A new genus and species of Meropeidae (Mecoptera) from Australia », Entomologist's Monthly Magazine, Oxford, vol. 69,‎ 1933, p. 1-4 (ISSN 0013-8908).